# Liste der Monuments historiques in Thonnance-lès-Joinville
Die Liste der Monuments historiques in Thonnance-lès-Joinville führt die Monuments historiques in der französischen Gemeinde Thonnance-lès-Joinville auf.

## Liste der Objekte
| Bezeichnung                           | Beschreibung                                                                        | Standort                       | Kennzeichnung | Schutzstatus | Datum | Bild |
| ------------------------------------- | ----------------------------------------------------------------------------------- | ------------------------------ | ------------- | ------------ | ----- | ---- |
| Kruzifix                              | Holz, farbig gefasst, 18. Jahrhundert                                               | in der Kirche St-Didier (Lage) | PM52001175    | Classé       | 1984  |      |
| Skulpturengruppe Unterweisung Mariens | Holz, farbig gefasst und vergoldet, 18. Jahrhundert                                 | in der Kirche St-Didier (Lage) | PM52001167    | Classé       | 1965  |      |
| Skulptur Heiliger Josef               | Stein, farbig gefasst, 17. Jahrhundert                                              | in der Kirche St-Didier (Lage) | PM52001168    | Classé       | 1965  |      |
| Skulptur Heilige Barbara              | Stein, farbig gefasst, 16. Jahrhundert                                              | in der Kirche St-Didier (Lage) | PM52001169    | Classé       | 1965  |      |
| Skulptur Heilige Katharina            | Holz, farbig gefasst, 17. Jahrhundert                                               | in der Kirche St-Didier (Lage) | PM52001170    | Classé       | 1965  |      |
| Orgel                                 | Haupteintrag für PM52001177                                                         | in der Kirche St-Didier (Lage) | PM52001506    | Classé       | 1981  |      |
| Instrumentalteil der Orgel            | um 1840 von Jean-Baptiste Gavot gebaut                                              | in der Kirche St-Didier (Lage) | PM52001177    | Classé       | 1981  |      |
| Skulptur Heiliger Vinzenz             | Stein, farbig gefasst, 16. Jahrhundert                                              | in der Kirche St-Didier (Lage) | PM52001173    | Classé       | 1965  |      |
| Skulptur Himmelfahrtsmadonna          | Aufsatz eines Prozessionsstabs; Holz, farbig gefasst und vergoldet, 18. Jahrhundert | in der Kirche St-Didier (Lage) | PM52001176    | Classé       | 1984  |      |
| Grabstein einer Adligen               | Stein, 16. Jahrhundert                                                              | in der Kirche St-Didier (Lage) | PM52001166    | Classé       | 1908  |      |
| Skulptur Christus in der Rast         | Stein, farbig gefasst, 16. Jahrhundert                                              | in der Kirche St-Didier (Lage) | PM52001171    | Classé       | 1965  |      |
| Skulptur Madonna mit Kind             | Stein, farbig gefasst, 18. Jahrhundert                                              | in der Kirche St-Didier (Lage) | PM52001172    | Classé       | 1965  |      |
| Kanzel                                | Holz, Ende des 17. Jahrhunderts                                                     | in der Kirche St-Didier (Lage) | PM52001174    | Classé       | 1984  |      |